# 提姆斯鱷屬
提姆斯鱷屬（學名：Tilemsisuchus）是鱷形超目新鱷類森林鱷科的一屬，生存於始新世的馬里。是在1979年由法國古生物學家埃瑞克·比弗托（Eric Buffetaut）所敘述、命名，目前只有唯一種，Tilemsisuchus lavocati。

## 外部連結
- 提姆斯鱷 （页面存档备份，存于） Paleobiology Database